# Typhlogastrura valentini
Typhlogastrura valentini är en urinsektsart som beskrevs av ?E. Thibaud 1966. Typhlogastrura valentini ingår i släktet Typhlogastrura och familjen Hypogastruridae. Inga underarter finns listade i Catalogue of Life.